# Solitari (Marco Ongaro)
Solitari è l'undicesimo album di inediti di Marco Ongaro.
Parole e musica sono di Marco Ongaro.

## Il disco
Undicesimo album del cantautore del quale Franceso Brunale su Rock-Shock scrive: "Solitari di Marco Ongaro si inserisce nel solco dei rarissimi dischi di qualità realizzati dai cantautori italiani, una razza, ormai, in via d'estinzione. Marco Ongaro è un cantautore, ormai, affermato che ha collezionato dischi e premi di prestigio (Targa Tenco, tra gli altri) nel corso della sua trentennale carriera. A tre anni di distanza da Il fantasma baciatore, l’artista veneto ritorna in pista con l’album Solitari realizzato con il supporto del produttore Gandalf Boschini.
Il disco è suonato dalla band prog-rock dei Logos (Luca Zerman tastiere, Fabio Gaspari chitarra, Alessandro Perbellini batteria) e da David Cremoni (chitarra elettrica), Marisa Pasquali (violino), Giacomo Cazzaro (sax), Adam Clarke (cornamusa), Barbara Lorenzato (cori), Erik Boschini (pianoforte), Luca Sanmartin (basso e programmazione).
Questo lavoro è intriso di sonorità pop, a cui si mescolano con sapienza quelle rock, dando origine a una mistura bilanciata e piena di emotività. Sono, soprattutto, i testi a fare la differenza, dal momento che non risultano scontati o mai banali.
Nell’insieme vi sono anche due rifacimenti, con testi riadattati in italiano, cosa che già in passato si era materializzata per Ongaro con una sua versione riveduta e corretta di Hotel California degli Eagles. In questo caso sono state rivisitate Homburg dei mitici Procol Harum e La Chanson De Prévert di Serge Gainsbourg.
A parte questo, va detto che ogni brano brilla di luce propria ed è impreziosito dalla maestria di una band che, oltre a saper suonare in modo impeccabile, riesce a mettersi al servizio dell’autore, senza mai prevaricare i ruoli.
In questo modo si mettono in risalto le splendide parole che descrivono storie reali in cui ognuno si può identificare. Solitari, dunque, si inserisce nel solco dei rarissimi dischi di qualità realizzati dai cantautori italiani, una razza, ormai, in via d’estinzione. Ce ne sono, purtroppo, sempre di meno ed allora la capacità sta nel saperli ricercare. Quando, poi, vengono trovati, quasi sempre sono dei piccoli tesori da conservare."
"(...)E infine sono pezzi solitari perché ogni pensiero, sentimento, interazione, scelta, attesa, disperanza, possibilità ha un suo tempo e un suo spazio nella vita: le canzoni d’autore in fondo non fanno che raccontare questi pensieri, sentimenti, eccetera, ma uno alla volta. È lo “stile” dell’autore – come sempre in Ongaro riconoscibilissimo, unico, raro (solitario), ironico, elegante, poeticamente colto, disincantato e perennemente innamorato – il collante di questo disco di fattura superiore. Di album ne escono tanti; sono spesso (non sempre a dire il vero) ben fatti, ben concepiti, ben studiati, ben allineati. Sono dignitosi, meritevoli di ogni rispetto. Ma quando esce un lavoro di uno come Marco Ongaro si tira un sospiro di sollievo. I dischi di qualità si fanno così, si pensano, ci si mette anche coraggio e sfrontatezza, ci si mette capacità autorale alla massima potenza, ci si mette ispirazione, ci si mette azzardo. Ci si mette poesia nel senso più alto del termine."
"(...)In definitiva, Solitari snoda un reticolato di visioni, incursioni descrittive tra antico e moderno, tra capricci di cuore e trattati ellenici d’avanguardia in una ri(e)sultanza d’intenti ben definiti, sempre con l’inconfondibile griffe dell’eleganza intellettiva e la concretezza di un autore prezioso per la musica italiana."
"In bilico tra musica, poesia e scrittura (lo scorso novembre è uscito il suo ultimo libro “Un poeta può nasconderne un altro – Il senso per la parola di Serge Gainsbourg”), il veronese Marco Ongaro è artista poliedrico, che ha molteplici volti ed un unico comune denominatore: la libertà.(...)E forse musica teatro è la miglior definizione per questo splendido lavoro – un concept che non è un concept – che (ri)porta Marco Ongaro all’attenzione del pubblico interessato al talento e non solo alla vetrina. Gran bell’album!!"
La traccia 4, La canzone di Prévert, è una traduzione di Ongaro de La chanson de Prévert di Serge Gainsbourg inserita nell'album L'étonnant Serge Gainsbourg (N°3) del 1961. La traccia 9, Homburg, è una traduzione del cantautore di Homburg dei Procol Harum pubblicato come singolo nel 1967. 

## Tracce
1. A ritroso - 3:28
2. L'atteso - 3:30
3. Solitari (a Gandalf Boschini) - 3:29
4. La canzone di Prévert - 2:44
5. Una signora per bene ad Atene - 3:29
6. La paga - 3:11
7. Ricominciando - 4:02
8. Metaforicabionda - 3:03
9. Homburg - 2:49
10. Parcheggiare a Delfi - 4:04
11. Rimasta qui - 4:34
12. A ritroso (ripresa) - 2:56

## Formazione
- Marco Ongaro - voce
- Luca Zerman - tastiere
- Fabio Gaspari - chitarra acustica, chitarra classica, dobro, ukulele, banjo, basso
- Alessandro Perbellini - batteria
- David Cremonu - chitarra elettrica
- Luca Sanmartin - tastiere, elettronica e programmazioni, basso
- Eric Boschini - pianoforte
- Barbara Lorenzato - cori
- Marisa Pasquali - violino
- Giacomo Cazzaro - sax
- Adam Clarke - cornamusa
- Luca Sanmartin - arragiamenti